# إمبراير فينوم 300
إمبراير فينوم 300 (بالإنجليزية: Embraer Phenom 300) هي طائرة رجال الأعمال، نفاثة خفيفة، أنتجت في 2009 بالبرازيل. من صناعة إمبراير. كان أول طيران لها في 2008. صنع منها 117 طائرة، وسعر الطائرة الواحدة منها هو 8.14 مليون دولار أمريكي (2010).

## المستخدمون
البرتغال
- نت جيت[2]

 المملكة المتحدة
- Flairjet[3] (عميل الإطلاق الأوروبي)
- Pool Aviation[4]

 الولايات المتحدة
- Flight Options[5]
- ايروجت[6]

 إيطاليا
- AirDay[7]

## جدول التسليم
| السنة               | 2009 | 2010 | 2011 | 2012 |
| ------------------- | ---- | ---- | ---- | ---- |
| عدد الطائرات المُسلم | 1    | 26   | 42   | 48   |

## الحوادث
- في 19 سبتمبر 2014, نيت جيتز رحلة 322,[10] إمبراير فينوم 300, وصلت من مطار ناشفيل، انحرفت من ممر هبوط Lone Star Executive Airport (IATA: CXO) in كونروي، تكساس.[10] ولم تسجل أي اصابات لا للطيار ولا المساعد
- في 31 يوليو 2015, تحطمت طائرة إمبراير فينوم 300 تحطم طائرة مطار بلاكبوش أثناء محاولتها للهبوط في مطار بلاك بوش، UK. كل الركاب الاربعة (سعودي الجنسية) لقوا حتفهم في الحادث.[11]